# Baynard's Castle

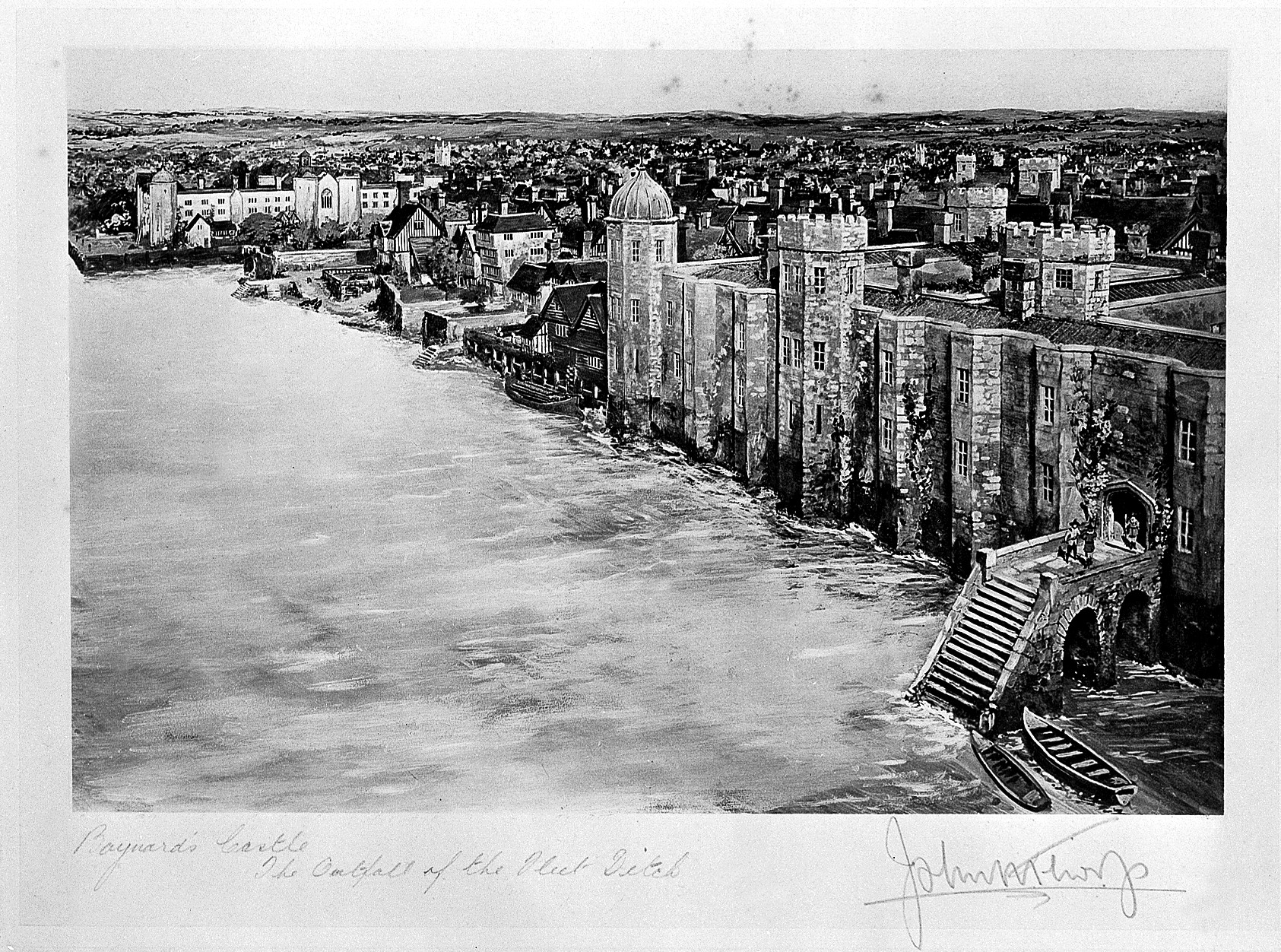
Baynards Castle the outfall of the Fleet Ditch. Wellcome L0006919

Baynard's Castle var ett slott som låg vid floden Thames i London i England mellan Blackfriars station och St Paul's Cathedral.
Det första Baynard's Castle uppfördes i slutet av 1000-talet av Ralph Baynard (fl. 1086), som gav slottet dess namn, och revs av kung Johan I av England. 
Det andra Baynard's Castle uppfördes vid okänd tidpunkt och brann ned 1666. Ett hus tycks ha byggts på 1200-talet och rivits, och ett annat under 1300-talet. 1428 uppfördes dock en byggnad, som gradvis byggdes ut till att bli det andra Baynard's Castle. Slottet ägdes av Humphrey, hertig av Gloucester, år 1428. Det konfiskerades av kronan 1447 och ägdes 1457 av Rikard, hertig av York. Rikards son Edvard IV av England utropades till kung på slottet 1461, och det blev därmed monarkens residens. Slottet användes även av Rikard III, Henrik VII och Henrik VIII. Mellan 1551 och 1650 användes den av familjen Herbert. 
Baynard's Castle brann ned under Stora branden i London 1666. När det beskrevs år 1720 stod endast ett av tornen fortfarande kvar. Det sista tornet revs ned under 1800-talet då tomten var industriområde. De återstående ruinerna revs och byggdes över på 1970-talet.